# Colostro

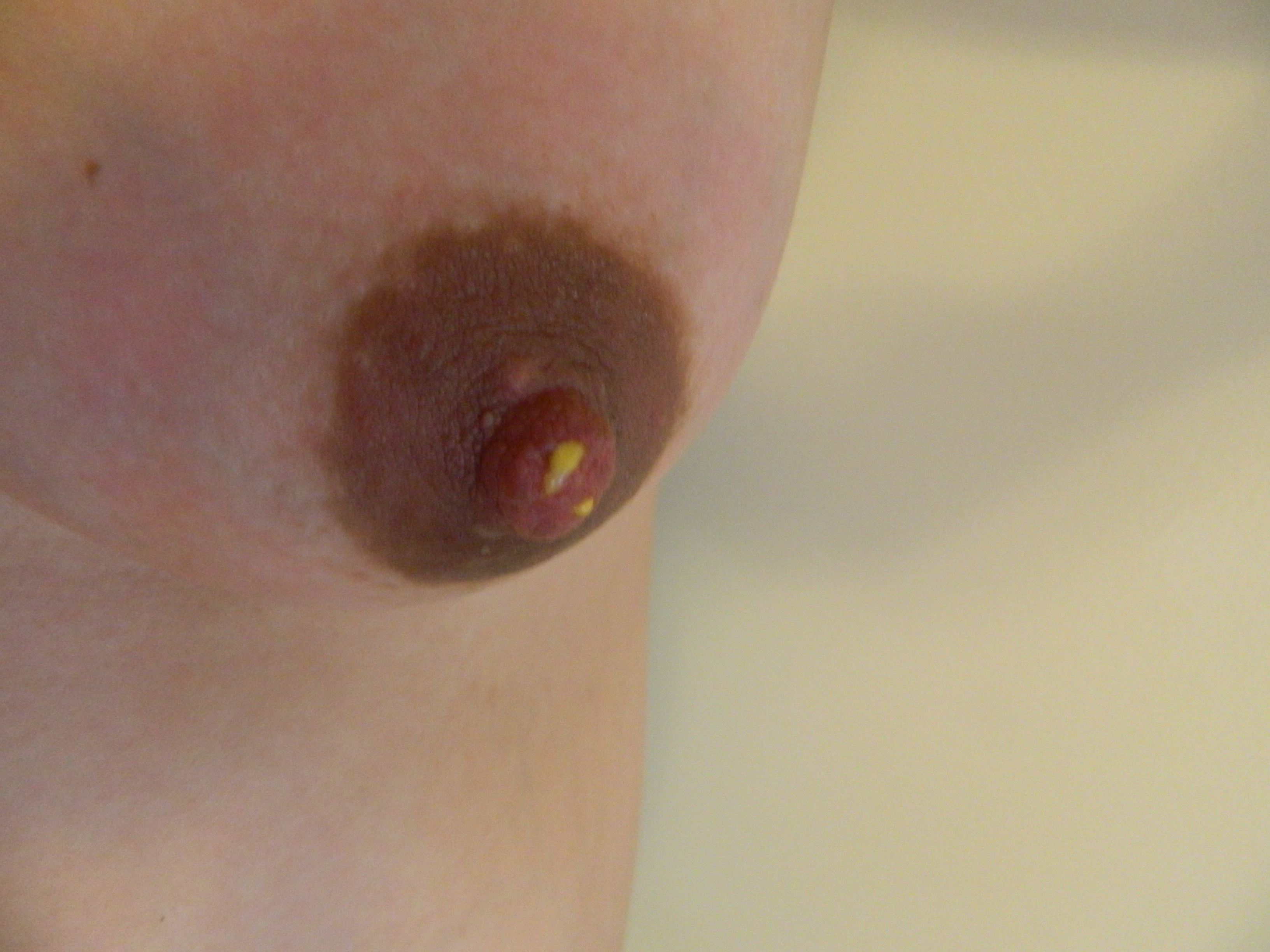
Colostro (sostanza giallastra) presente sul capezzolo di una donna incinta

Il colostro (primo latte) è un liquido giallo sieroso, molto ricco d'immunoglobuline di classe A e cellule immunitarie (come i linfociti), secreto dalle ghiandole mammarie durante la gravidanza ed i primi giorni dopo il parto, composto principalmente da acqua, leucociti, proteine (fra le quali anche agenti immunologici), grassi e carboidrati.
Con il colostro la madre trasmette le proprie difese immunitarie al figlio, le quali lo proteggeranno nei primi mesi di vita. In medicina umana può essere somministrato colostro conservato di donatrici, oppure il colostro può essere sostituito da immunoglobuline purificate.

## Colostro vaccino
In campo veterinario (bovini) si indica come ottimale una somministrazione al vitello di 1-2 litri nelle prime ore di vita e 3-4 litri nelle prime 24/36 ore; di colore brunastro a causa degli anticorpi, contenente sali minerali utili all'espulsione del meconio del vitello; somministrazioni posticipate sono ininfluenti dal punto di vista immunitario, in quanto subentrano i normali definitivi processi digestivi.
È un prodotto naturale che può essere prelevato a scopo di alimentazione umana e, dopo procedimenti di congelamento brevettati per mantenerne inalterate le qualità, viene trattato, lavorato e confezionato.
Il colostro vaccino contiene tre fattori fondamentali che lo caratterizzano:
- immunoglobuline
- immunoregolatori
- fattori di crescita

### Consumo umano
Il colostro vaccino è privo di caseina e contiene fattori di crescita in quantità molto maggiori rispetto al latte (rispettivamente 50-2.000 di IGF-I e 4-8 µg/l). Le catene amminoacidiche di quest'ormone proteico vengono degradate dalle proteasi dello stomaco, tuttavia l'assunzione di colostro bovino aumenta la sintesi endogena di IGF-I e immunoglobuline.
Alcuni studi indicano che il consumo di colostro vaccino possa migliorare le difese immunitarie da infezioni virali quali l'influenza. Non esistono invece evidenze scientifiche sufficienti a dimostrare altre proprietà benefiche popolarmente riconosciute al colostro vaccino.

## Colostro ovino
Il colostro ovino è usato a scopo alimentare in Sardegna; in particolare, sono riconosciuti come prodotti agroalimentari tipici sardi la ricotta di colostro ovino e il formaggio di colostro ovino, prodotti in piccole quantità con il latte delle ovine nei primi 4 o 5 giorni dal parto. Tali alimenti sono sempre stati considerati particolarmente nutrienti e destinati ai bambini o agli anziani.